# 平田站 (靜岡縣)
平田車站（日语：／ Hiranda eki */?），是日本大井川鐵道井川線沿線的一座車站，位於静岡縣榛原郡川根本町犬間。

## 車站構造
車站有一座側式月台和候車亭，站內僅有一條鐵路線。
目前為無人站。

## 車站周邊
車站被樹林圍繞。
- 大井川

## 歷史
- 1990年10月2日：因長島水壩的興建造成湖面上升，淹沒井川線原有路線改線而設站。

## 相鄰車站
大井川鐵道
井川線
長島壩－平田－奧大井湖上